# Таджикская национальная консерватория
Таджикская национальная консерватория имени Талабхуджи Сатторова (тадж. Консерваторияи миллии Тоҷикистон ба номи Талабхӯҷа Сатторов) — высшее музыкальное учебное заведение, научно-методический центр музыкального образования Республики Таджикистан.

## История
Таджикская национальная консерватория создана Постановлением Правительства Республики Таджикистан (№196) от 10 мая 2003 года на базе исполнительного факультета Таджикского государственного института искусств. Первым ректором консерватории был назначен известный таджикский композитор Талабхуджа Сатторов.
31 октября 2008 года Постановлением Правительства Республики Таджикистан (№533) «Об увековечении памяти известного таджикского композитора Талабхуджи Сатторова» государственное учреждение «Таджикская национальная консерватория» переименовано в Государственное учреждение «Таджикская национальная консерватория имени Талабхуджи Сатторова».

## Факультеты
В консерватории имеются три факультета по основным направлениям профессиональной таджикской музыки: 
- исполнительский факультет (мировая классика и таджикская композиторская музыка),
- факультет традиционной таджикской музыки (в основном шашмакам и фалак),
- факультет эстрадной музыки (современные направления таджикской музыки).